# Eremurus albertii
Eremurus albertii är en grästrädsväxtart som beskrevs av Eduard August von Regel. Eremurus albertii ingår i släktet Eremurus och familjen grästrädsväxter. Inga underarter finns listade i Catalogue of Life.